# Remona Burchell
Remona Burchell (Westmoreland, 15 settembre 1991) è una velocista giamaicana.

## Palmarès
| Anno | Manifestazione          | Sede       | Evento      | Risultato  | Prestazione | Note  |
| ---- | ----------------------- | ---------- | ----------- | ---------- | ----------- | ----- |
| 2018 | Mondiali indoor         | Birmingham | 60 m piani  | 8ª         | 7"50        |       |
| 2021 | Giochi olimpici         | Tokyo      | 4×100 m     | Oro        | 41"02       | [ 1 ] |
| 2022 | Mondiali                | Eugene     | 4×100 m     | Argento    | 41"18       | [ 1 ] |
| 2022 | Giochi del Commonwealth | Birmingham | 100 m piani | Semifinale | 11"48       |       |
| 2022 | Giochi del Commonwealth | Birmingham | 4×100 m     | Bronzo     | 43"08       |       |
| 2024 | World Relays            | Nassau     | 4×100 m     | Batteria   | 43"33       |       |